# Nasser Zarafshan
Nasser Zarafshan, född 1946 i Teheran, är en iransk skribent och jurist. Han tilldelades Tucholskypriset 2006.

## Biografi
Zarafshan är medlem av iranska författarförbundet och juristförbundet, och har publicerat artiklar och översättningar i flera betydande tidskrifter i hemlandet. Som jurist tog han sig i november 1998 an två familjer till iranska intellektuella som mördats, under en period då flera journalister och dissidenter mördades; de mördade var Majid Charif, Mohamad Mokhtari, Mohamad Jafar Pouyandeh och paret Darioush och Parvaneh Forouhar. Zarafshan har varit mycket kritisk mot de officiella utredningarna av morden.

### Fångenskap
I oktober 2000 greps Zarafshan av militären efter att ha hållit ett tal i Shiraz, där han sade att det var underrättelsetjänsten som hade mördat de fem intellektuella i Teheran 1998. Han släpptes i väntan på rättegång, men dömdes den 19 mars 2002 till fem års fängelse av en militärdomstol – två år för att ha avslöjat statshemligheter, tre år för innehav av skjutvapen – och 70 piskrapp för innehav av alkohol. Han hävdar att alkoholen och skjutvapnen hade planterats i hans hem av myndigheterna.
Zarafshan överklagade domen, men den 16 juli bekräftades den och Zarafshan greps återigen den 7 augusti. Ingen förklaring gavs till varför Zarafshan, en civilperson, åtalades av en militärdomstol. Iranska människorättsgrupper protesterade mot detta och kallade det ett brott mot konstitutionen.
Under sin fångenskap nekades Zarafshan vård för en akut njursjukdom, och tvingades även dela cell med personer som dömts för våldsbrott. Den 7 juni 2005 inledde han en hungerstrejk för att protestera mot bristen på vård. Efter att hans hälsa markant försämrats avslutade han hungerstrejken, och han opererades för sina njurproblem i juli 2005. Han släpptes den 15 mars 2007 efter att ha avtjänat sitt straff.

### Efter fångenskapen
Zarafshan greps återigen den 2 december 2016 tillsammans med sin son Mazdak Zarafshan, poeten och filmskaparen Baktash Abtin och poeten Mohammad Mehdipour, men de släpptes senare samma dag.